# Eray İşcan
Eray İşcan (* 19. Juli 1991 in Zonguldak) ist ein ehemaliger türkischer Fußballtorwart.

## Karriere
Seine Vereinsfußballkarriere begann Eray İşcan 2005 bei Kilimli Belediyespor und wechselte 2008 mit einem Profivertrag ausgestattet in die Jugend von Beylerbeyi SK, dem damaligen Zweitverein von Galatasaray Istanbul. Dort machte er durch seine brillanten Leistungen auf sich aufmerksam. In der Saison 2011/12 holte Fatih Terim ihn zu Galatasaray Istanbul, wo er zunächst in der 2. Mannschaft des Vereins spielte, weil die erste Mannschaft bereits 3 Torhüter hatte. Nach dem Abgang von Torwart Aykut Erçetin zu Beginn der Saison 2012/13 wurde İşcan in die erste Mannschaft berufen und fungierte dort hinter Fernando Muslera und Cenk Gönen als 3. Torwart.
Am 5. Mai 2013 gab İşcan sein Debüt für Galatasaray in der Süper Lig und wurde am selben Tag zum ersten Mal türkischer Meister. In der Champions League Saison 2013/14 kam er aufgrund einer Verletzung von Fernando Muslera gegen den FC Kopenhagen und Real Madrid zu zwei Einsätzen in der „Königsklasse“.
Am 7. Februar 2022 beendete İşcan seine Karriere als Profifußballer.

## Erfolge
Mit Galatasaray Istanbul
- Türkischer Meister: 2012/13, 2014/15, 2017/18
- Türkischer Pokalsieger: 2013/14, 2014/15, 2015/16
- Türkischer Fußball-Supercup-Sieger: 2012, 2013, 2015, 2016